# Galta
|  | «Mel de la cara» redirigeix aquí. Vegeu-ne altres significats a «Os zigomàtic». |

La galta, anomenada popularment mel de la cara (en valencià), és una de les dues parts de la cara situades sota els ulls i entre el nas i l'orella esquerra o dreta.
És carnosa en els humans i altres mamífers. La pell és suportada pel mentó i les mandíbules, formant la paret lateral de la boca humana, i tocant de manera visible el pòmul a sota els ulls.
En els vertebrats, hi ha marques a la zona de les galtes ("ratlles o taques malars"), en especial just a sota de l'ull, que sovint són útils com a característiques distintives per distingir espècies o individus.
És prou rar el fet de tenir-hi un clot, clotet o fosseta, dit 'de la bellesa'.
En els humans, aquesta regió està innervada pel nervi bucal.
L'interior de la galta (que forma part de la cavitat oral) està coberta amb una membrana mucosa. És el lloc més habitual d'on s'extreu una mostra d'ADN per mitjà d'un escovilló de cotó.